# Dourdou de Conques
Der Fluss Dourdou de Conques entspringt im Zentralmassiv, am Puy de Calme, im Gemeindegebiet von Lassouts. Er mündet bei Grand-Vabre, im Gemeindegebiet von Conques-en-Rouergue, nach rund 84 Kilometern als linker Nebenfluss in den Lot.

## Orte am Fluss
(Reihenfolge in Fließrichtung)
- Lassouts
- Cruéjouls
- Gabriac
- Bozouls
- Rodelle
- Villecomtal
- Mouret
- Nauviale
- Saint-Cyprien-sur-Dourdou
- Conques, Gemeinde Conques-en-Rouergue
- Grand-Vabre, Gemeinde Conques-en-Rouergue

## Pilgerbrücke
Bei Conques überquert die Via Podiensis den Fluss, ein französischer Abschnitt des Jakobsweges nach Santiago de Compostela. Die alte Steinbrücke mit ihren fünf Bögen heißt deshalb auch Pilgerbrücke. Obwohl es oft heißt, sie sei römischen Ursprunges, muss nach ihrer Bauweise angenommen werden, dass sie zwischen dem 14. und 17. Jahrhundert errichtet wurde. Da aber Pilgerfahrten an dieser Stelle bereits seit dem 11. Jahrhundert bezeugt sind, ist davon auszugehen, dass sie ein Vorgängerbauwerk ersetzt hat.
Seit 1998 ist die Brücke als Teil des Weltkulturerbe der UNESCO „Jakobsweg in Frankreich“ ausgezeichnet.

## Trou de Bozouls

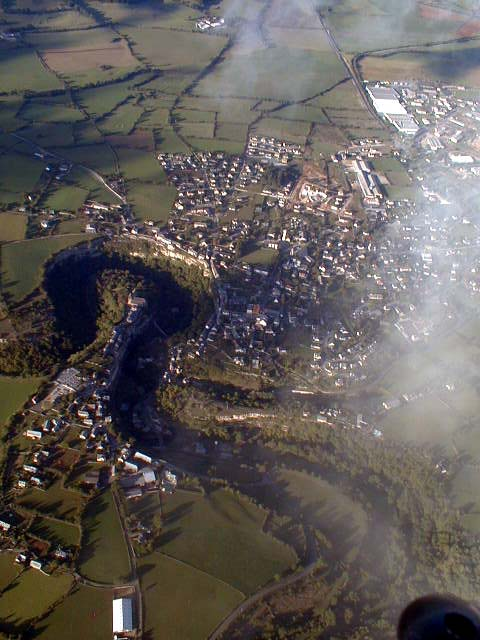
Trou de Bozouls

Bei der Stadt Bozouls hat der Dourdou eine ungefähr 100 Meter hufeisenförmige Schlucht ausgefressen, die im Französischen „das Loch von Bozouls“ genannt wird.